# Frank Langella
Frank A. Langella Jr. (ur. 1 stycznia 1938 w Bayonne) – amerykański aktor filmowy, teatralny i telewizyjny.

## Życiorys
Urodził się w Bayonne w stanie New Jersey w rodzinie pochodzenia włoskiego jako syn Angeliny i Franka A. Langelli Sr. (zm. 1991), menedżera, który był prezesem Bayonne Barrel & Drum Company. Uczęszczał do Washington Elementary School i Bayonne High School w Bayonne. Po tym, jak rodzina przeniosła się do South Orange w New Jersey, w 1955 ukończył Columbia High School w South Orange-Maplewood School District, a w 1959 ukończył studia na wydziale teatralnym na Syracuse University.
W 1963 zadebiutował jako Michel w produkcji off-Broadwayowskiej The Immoralist na podstawie opowiadania André Gide’a Immoralista. W 1965 otrzymał nagrodę Obie za najlepszy występ jako Don Benito Cereno w sztuce Roberta Lowella Chwała sztandaru. W 1966 zdobył nagrodę Obie za znakomity występ w spektaklu Dzień dobry / Wyczerpanie miłości naszego syna i za rolę Flamineo w przedstawieniu Johna Webstera Biały diabeł. W 1975 został uhonorowany Tony Award za rolę Lesliego w sztuce Edwarda Albeego Seascape z Deborah Kerr na Broadwayu.
Na dużym ekranie zadebiutował w komedii Mela Brooksa Dwanaście krzeseł (1970). Jako Richard Nixon w dramacie politycznym Rona Howarda Frost/Nixon (2008) zdobył nominację do Oscara dla najlepszego aktora pierwszoplanowego.

## Filmografia
Filmy
- 1970: Dwanaście krzeseł (The Twelve Chairs) jako Ostap Bender
- 1987: Władcy wszechświata (Masters of the Universe) jako Szkieletor
- 1992: 1492. Wyprawa do raju (1492: Conquest of Paradise) jako Don Luis de Santangel
- 1993: Dave jako Bob Alexander
- 1993: Sidła miłości jako Jeffrey Roston
- 1994: Junior jako Noah Banes
- 1995: Wyspa piratów jako Dawg
- 1995: Mojżesz (TV) jako Merenptah
- 1997: Lolita jako Clare Quilty
- 1999: Dziewiąte wrota (The Ninth Gate) jako Boris Balkan
- 2000: Jazon i Argonauci (TV) jako król Ajetes
- 2001: Słodki listopad (Sweet November) jako Edgar Price
- 2005: Good Night and Good Luck jako William Paley
- 2005: I wszystko jasne (Now You See It...) jako Max
- 2005: Kill grill (Kitchen Confidential) jako Pino
- 2006: Superman: Powrót (Superman: Returns) jako Perry White
- 2008: Frost/Nixon jako Richard Nixon
- 2008: Dzielny Despero (The Tale of Despereaux) jako Mayor
- 2010: Wall Street: Pieniądz nie śpi jako Lewis Zabel
- 2010: Wszystko, co dobre (All Good Things) jako Sanford Marks
- 2011: Tożsamość (Unknown) jako Rodney Cole
- 2012: Robot i Frank (Robot & Frank) jako Frank
- 2012: The Time Being jako Warner Dax
- 2013: Parts per Billion jako Andy
- 2014: Muppety: Poza prawem (Muppets Most Wanted) jako Beefeater Vicar (cameo)
- 2014: Noe: Wybrany przez Boga (Noah) jako Og (głos)
- 2014: Ostatni gwizdek (Draft Day) jako Anthony Molina
- 2014: Romans na godziny (5 to 7) jako Sam
- 2014: Grace księżna Monako (Grace of Monaco) jako ojciec Francis Tucker
- 2014: Prorok (Kahlil Gibran’s The Prophet) jako Pasha (głos)
- 2015: W bezruchu (The Driftless Area) jako Tim Geer
- 2016: Captain Fantastic jako Jack Bertrang
- 2016: Młodość w Oregonie (Youth in Oregon) jako Raymond Engersol
- 2020: Proces Siódemki z Chicago (The Trial of the Chicago 7) jako Julius Hoffman
- 2022: Dzień sąsiada (Angry Neighbors) jako Harry March

Seriale
- 1973: Mannix jako Harry Tass
- 1976: Szwajcarscy Robinsonowie jako Jean Lafitte
- 1993: Star Trek: Stacja kosmiczna jako minister Jaro Essa
- 2003: Prawo i porządek: sekcja specjalna jako Al Baker
- 2005–2006: Kill grill jako Pino
- 2015–2017: Zawód: Amerykanin jako Gabriel
- 2018: Amerykański tata jako komandor Francis Stoat (głos)
- 2018–2020: Kidding jako Sebastian Piccirillo